# Прееклампсия
Прееклампсията е нарушение по време на бременността, характеризиращо се с появата на високо кръвно налягане и, в чести случаи, високи стойности на белтък в урината. Когато се прояви, състоянието започва около 20-та седмица от бременността. В тежките случаи на болестта се наблюдава разрушаване на червените кръвни телца, висок брой кръвни телца на единица обем, нарушена функция на черния дроб, бъбречна недостатъчност, потене, недостиг на възух поради течност в дробовете, или зрителни смущения. Прееклампсията повишава риска от лоши последици както за майката, така и за плода. Ако остане нелекувано, състоянието може да доведе до гърчове*, което е състоянието, известно като еклампсия.
Рисковите фактори за прееклампсия включват: затлъстяване, предшестващо високо кръвно налягане, напреднала възраст и захарен диабет. Прееклампсията се среща по-често при жени, бременни за първи път, и когато жената е бременна с близнаци. Предпоставящият механизъм включва преди всичко прекормерното формиране на кръвоносни съдове в плацентата. Повечето случаи се диагностицират преди раждането. В редки случаи прееклампсията може да започва в периода след раждането.
Въпреки че, исторически, както високото кръвно налягане, така и белтъкът в урината са били необходими за поставяне на диагнозата, някои дефиниции също могат да включат високо кръвно налягане и свързаната с това органна дисфункция. Кръвното налягане се смята за високо, когато е над 140 mmHg систолично или 90 mmHg диастолично при две последователни измервания, направени през интервал от четири часа при жена след двадесетата гестационна седмица. Рутинно се проверява за прееклампсия при жените като част от грижата за плода.
Прееклампсията засяга 2 – 8% от бременните жени по цял свят. Нарушенията с високо кръвно налягане при бременни, в това число и прееклампсия, са една от най-често срещаните причини за смърт по време на бременност: 46,900 смъртни случая за 2015. Прееклампсията обикновено настъпва след 32-рата седмица; случаите, в които настъпва по-рано, са свързани с по-лоши прогнози. Жените, страдащи от прееклампсия, са по-рискови за сърдечно-съдови заболявания и сърдечен удар по-късно през живота си.
Думата „еклампсия“ е от гръцкият термин за светкавица. Първото известно описание на състоянието е дадено от Хипократ през 5 век пр.н.е.
|  | Тази страница частично или изцяло представлява превод на страницата Pre-eclampsia в Уикипедия на английски. Оригиналният текст, както и този превод, са защитени от Лиценза „Криейтив Комънс – Признание – Споделяне на споделеното“, а за съдържание, създадено преди юни 2009 година – от Лиценза за свободна документация на ГНУ. Прегледайте историята на редакциите на оригиналната страница, както и на преводната страница, за да видите списъка на съавторите. ВАЖНО: Този шаблон се отнася единствено до авторските права върху съдържанието на статията. Добавянето му не отменя изискването да се посочват конкретни източници на твърденията, които да бъдат благонадеждни. |